# Categories (Aristòtil)
Categories és una de les obres de l'Organon d'Aristòtil i tracta sobre els elements d'una proposició lògica. La diferenciació que fa entre modes d'ésser va influir fortament en l'escolàstica i en l'epistemologia moderna. Com altres treballs similars d'aquest filòsof, les Categories no van ser pensades com un llibre per a ser publicat, sinó que més aviat responen a apunts de classe, fet que explicaria la transició brusca entre seccions, l'absència d'introducció o el tractament desigual de les seves parts.

## Contingut
Primerament l'obra analitza el discurs i separa les proposicions (formades per un subjecte i un predicat) dels altres tipus de frases. Només les proposicions poden analitzar-se en termes de veritat o mentida. Posteriorment identifica les categories o modes de predicació que donen títol a l'obra, i que són deu: substància, quantitat, qualitat, relació, lloc, temps, posició (κεῖσθα), estat, acció i efecte o passió. Per acabar, analitza les relacions de la semàntica bàsica, que indiquen alhora relacions entre éssers.

## Anàlisi
La primera categoria i la més important és la substància (οὐσία), que posteriorment es dividirà entre substància primària i secundària segons actuïn de subjecte solament o de subjecte i predicat d'una frase. La substància defineix allò que quelcom és. El subjecte ontològicament és el que pot ser portador d'altres categories. En obres posteriors dividiria la substància en diversos tipus (com ara ésser viu o no viu), fent la primera taxonomia completa dels cossos existents.
Les categories que es poden aplicar per descriure la substància van ser posteriorment anomenades accidents, ja que poden canviar sense alterar l'essència. Per exemple, un quadrat pot ser gran o petit i això no afectarà a la seva essència d'ésser quadrat. Aquestes categories han rebut diversos noms en la tradició posterior, ja que els originals grecs combinaven substantius amb adverbis i verbs i en molts casos es tracta de termes ambigus. Totes elles, però, comparteixen un tret comú: hi ha diverses maneres d'ésser i no una sola (idea que més endavant el portaria a criticar el pensament del seu mestre Plató).
La quantitat es divideix entre contínua (línia, superfície...) i discreta (nombre), fet que permet relacionar els cossos amb les diferents branques de les matemàtiques. La qualitat ha estat una de les categories més criticades per pensadors posteriors, per l'enorme diversitat de propietats que conté (de fet gairebé tot pot ser una qualitat d'un subjecte) i per la superposició amb altres categories. Categories com l'acció o la posició responen a diverses maneres de preguntar en grec clàssic, fet que ha portat als estudiosos a creure que les categories són les respostes a les preguntes que hom es pot plantejar respecte a un ésser (què és? com és?....) 
Una de les conclusions rellevants de l'obra és la relació entre llenguatge i realitat: la divisió lingüística entre classes de paraules o tipus d'argumentació sembla sorgir de la divisió natural dels éssers al món exterior. Aquesta equivalència (o manca d'ella) serà un dels temes centrals de discussió de la filosofia del llenguatge.